# Lancia Thesis
Pour les articles homonymes, voir Thesis.
La Lancia Thesis est une grande routière haut de gamme du constructeur automobile italien Lancia. Présentée en fin d'année 2001, cette voiture est alors la voiture de représentation officielle du gouvernement italien.
Sa ligne est originale et ses faces avant et arrière sont très caractéristiques, tout en maintenant une allure classique imposante avec une longueur de 4,89 m. Les feux arrière adoptent la technologie LED, alors peu répandue.
La qualité des finitions est soignée : sièges revêtus de cuir, bois précieux, climatisation bi-zone, ordinateur de bord sont livrés en série[réf. nécessaire].
Malgré un placement tarifaire plus attractif que la concurrence, les ventes de cette Lancia n'ont pas été à la hauteur des espoirs attendus par le constructeur, les modèles haut de gamme allemands accentuant à cette époque leur mainmise sur le marché des grandes routières. Sa ligne peu conventionnelle, qui n'a pas fait l'unanimité, mais aussi le réseau de Lancia, peu développé, ont également constitué deux freins au succès de la Thesis.

## Les motorisations

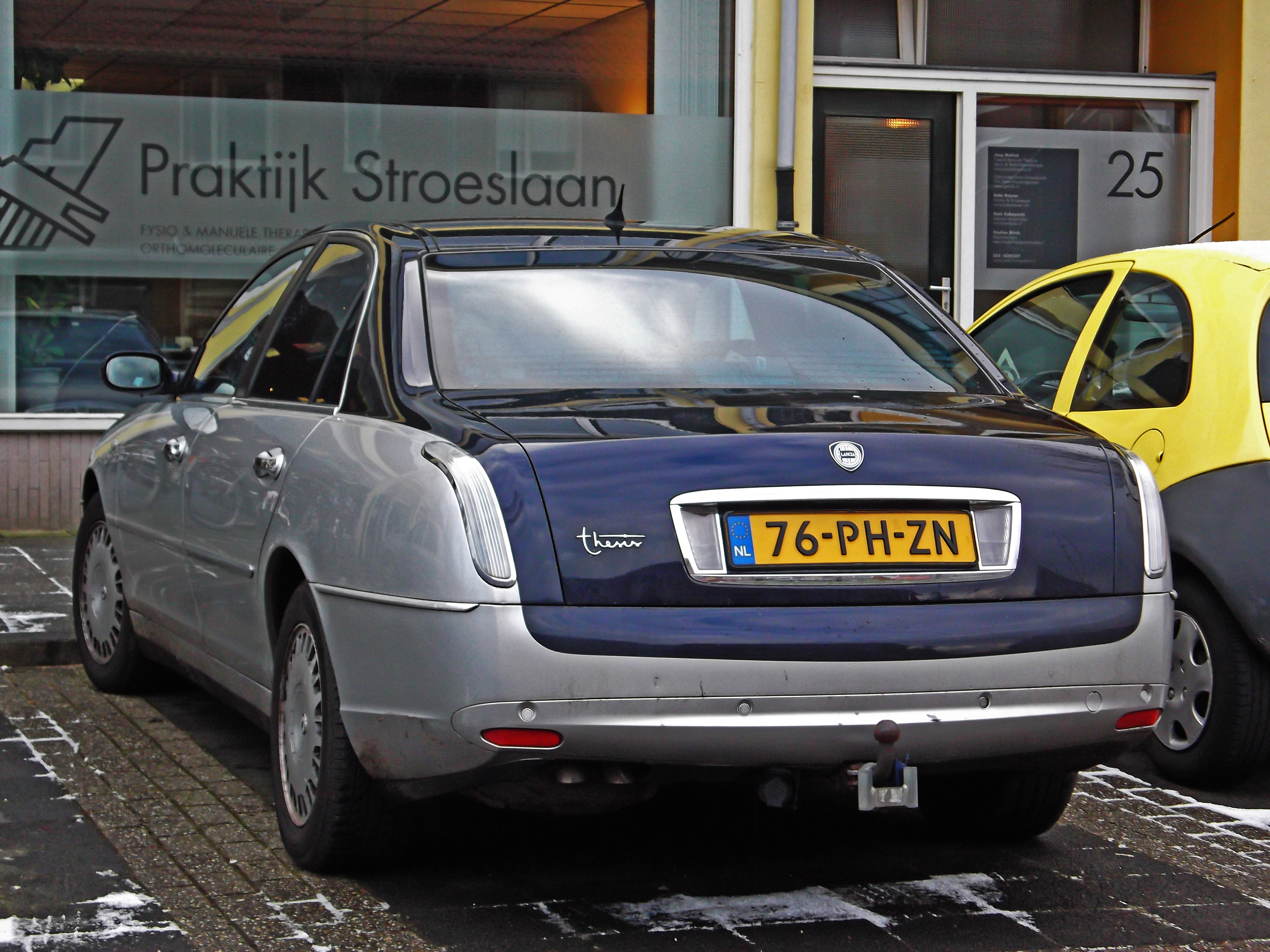
Lancia Thesis

La Thesis a été équipée de six motorisations différentes.
- 2.0 Turbo 20V

Ce moteur développe 185 ch permettant, selon Lancia, de passer de 0 à 100 km/h en 8,9 secondes.
- 2.4 20V

Ce moteur, sans turbo, est un 5 cylindres en ligne qui développe 170 ch, qui garantit une accélération de 0 à 100 km/h en 9,5 secondes.
- 3.0 V6 24V

Ce V6 de 3,0 litres d'origine Alfa Romeo, affiche 215 ch et a été disponible en même temps que le 3,2 litres, à peine plus puissant.
- 3.2 V6 24V

Ce V6 de 3,2 litres d'origine Alfa Romeo, affiche 230 ch et permet d'atteindre 100 km/h en 8,8 secondes.
- 2.4 JTD 10V
- Ce moteur 5 cylindres en ligne 10 soupapes diesel développe 150ch.
- 2.4 JTD 20V puis 2.4 JTD 20V multijet

Ce diesel 5 cylindres en ligne 20 soupapes développe 175 ch.
Cette version a été remplacée à cause de la norme Euro 4, par son jumeau  équipé cette fois-ci d’un filtre à particules, le moteur JTD 2,4 multijet de 185 ch.

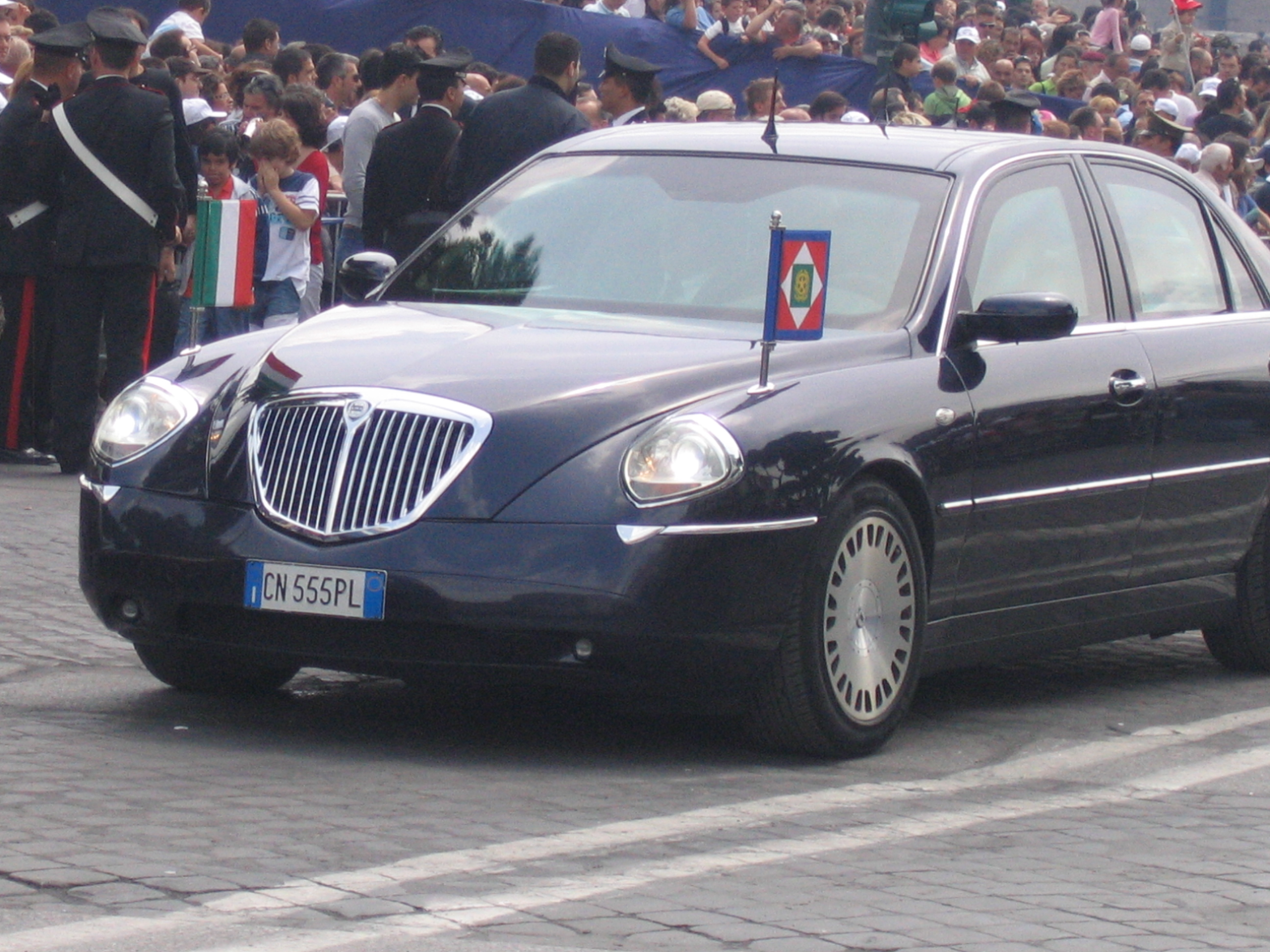
La Lancia Thesis du Président de la République italienne

- La Thesis du Président de la République Italienne est équipée du moteur JTD 2.4 Multijet 20v.

Cette voiture blindée dispose d'une boîte de vitesses automatique et d'autres accessoires particuliers de sécurité.

## Les versions Spéciales
- Collezione Centenario

À l'occasion de son centenaire, la marque Lancia a décidé de commercialiser une série spéciale, baptisée Centenario. La Thesis Collezione Centenario est disponible dans les teintes Gris Palladio et Noir Donatello, avec des jantes alliage de 18".
- Limited Édition 2007

Au printemps 2007, Lancia a lancé la Thesis Limited Édition 2007 en finition Gris Rossini. L'intérieur est en cuir, elle est livrée avec la boîte automatique et le filtre à particules de série.

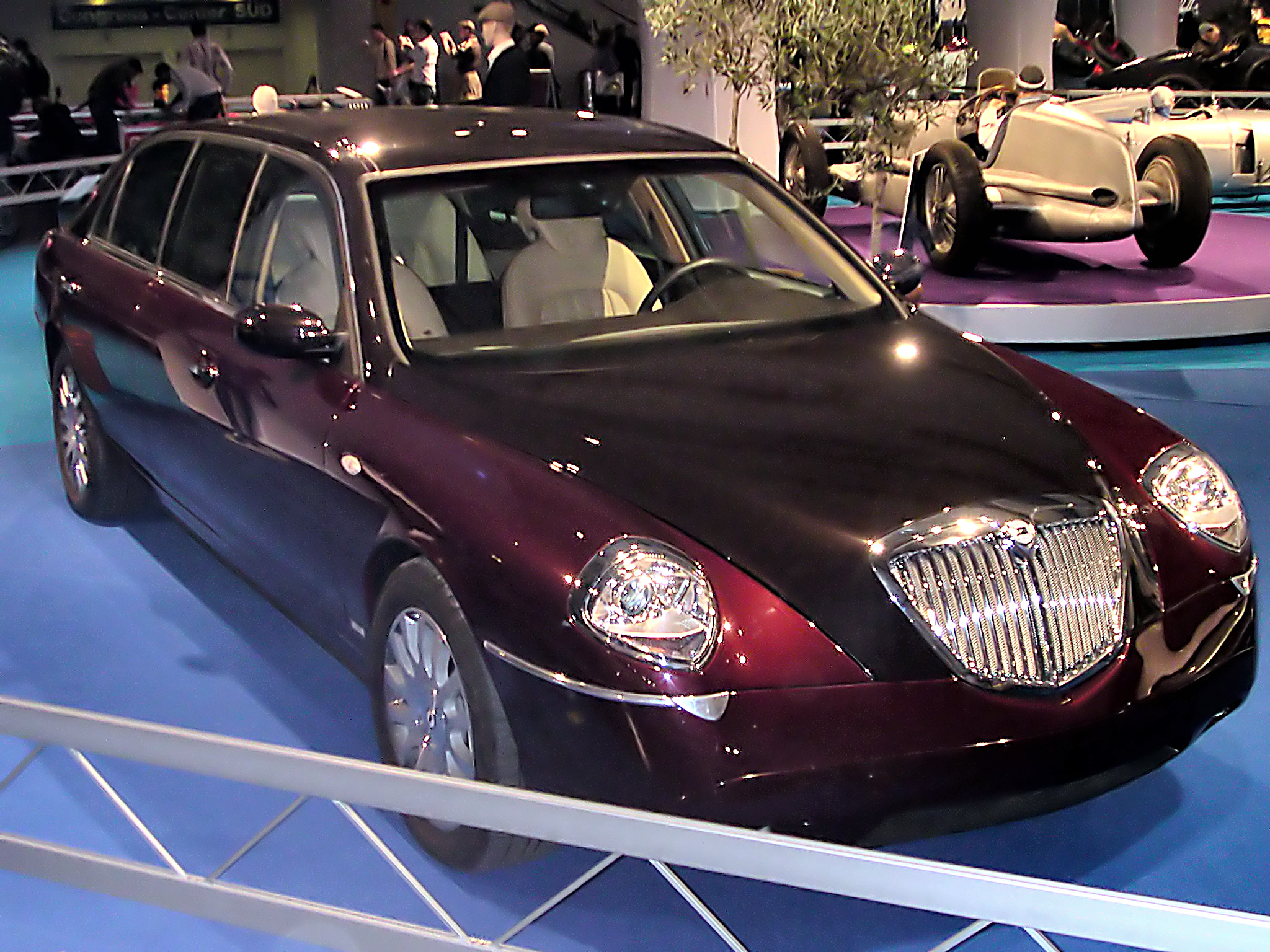
Lancia Thesis limousine à empattement rallongé

La Thesis dispose du Keyless System qui permet la reconnaissance vocale du propriétaire.